# کارلووچیچ
کارلووچیچ (به صربی: Karlovčić) یک منطقهٔ مسکونی در صربستان است که در پچینتسی واقع شده‌است. کارلووچیچ ۱٬۲۴۳ نفر جمعیت دارد.